# Q-статистика Бокса — Пирса
{\displaystyle Q}-статистика Бокса — Пирса — статистический критерий, предназначенный для нахождения автокорреляции временных рядов. Вместо тестирования на случайность каждого отдельного коэффициента, он проверяет на отличие от нуля сразу несколько коэффициентов автокорреляции:
{\displaystyle Q=n\sum _{k=1}^{m}{{\hat {\rho }}_{k}^{2}},}
где {\displaystyle n} — число наблюдений, {\displaystyle {\hat {\rho }}_{k}} — автокорреляция {\displaystyle k}-го порядка, и {\displaystyle m} — число проверяемых лагов. Однако, на практике данный критерий не рекомендуется применять, так как его выборочные значения могут сильно отклоняться от распределения {\displaystyle \chi ^{2}}. Вместо него применяется Q-тест Льюнга — Бокса, который даёт более качественные результаты.